# Val d’Orcia
Val d’Orcia (Dolina rzeki Orcia) – to krajobraz kulturowy w środkowych Włoszech. Ten region przyrodniczy i kulturowy znajduje się w pobliżu miasta Siena. 
W XIV i XV wieku Val d'Orcia była terenem osadnictwa i rozwoju kulturowego ze strony miasta-państwa Siena w celu realizacji wyidealizowanego modelu „estetycznie spójnego krajobrazu”. Uderzający urok krajobrazu Val d'Orcia z jego płaskimi równinami, nad którymi wznoszą się wzgórza o prawie idealnie stożkowatym kształcie, zainspirował wielu artystów, zwłaszcza przedstawicieli szkoły malarskiej w Sienie. Ich obrazy, powstałe w okresie renesansu, odzwierciedlają piękno tego obszaru. Od 2004 r. Val d'Orcia znajduje się na liście światowego dziedzictwa UNESCO we Włoszech.

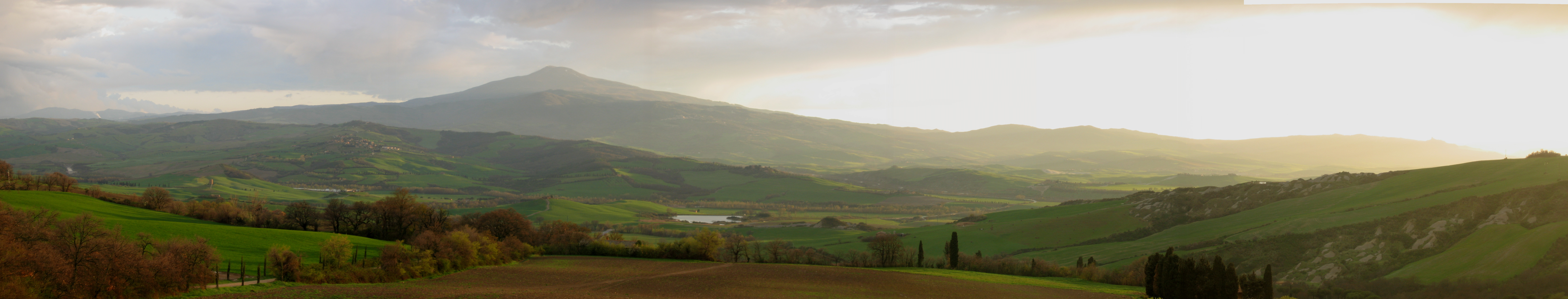
Val d'Orcia, widok na górę Amiata.

## Opis
Teren Val d'Orcia to głównie pagórkowaty krajobraz o łagodnych formach i lekko zaakcentowanych wgłębieniach dolin, pokryty bogatą szatą roślinną, szczególnie w dolinach rzecznych. Rzeka Orcia jest głównym ciekiem wodnym. Historia geologiczna tego obszaru sięga 5 milionów lat wstecz, kiedy to obszar zaczął wznosić się po wycofaniu morza i osadzeniu się piasków i glin w dolinach. Następnie aktywność 2 wulkanów, Radicofani i Amiata, osadziła warstwę lawy, z której powstała skała trachit.
Val d'Orcia jest jedną z najchętniej odwiedzanych przez turystów części Toskanii. Bardzo rozwinięte są tutaj rustykalne gospodarstwa agroturystyczne, zazwyczaj z basenami, które sąsiadują z winnicami i gajami oliwnymi. Region uważany jest za kwintesencję Włoch, często przedstawiany w literaturze, filmach i w reklamach telewizyjnych.
W krajobrazie dominują winnice, pastwiska oraz wyżynne lasy dębowe, bukowe i kasztanowe. Najbardziej charakterystycznym elementem krajobrazu są cyprysy. Faunę Val d'Orcia tworzą m.in. jeżozwierz, tchórz, borsuk, kuna, łasica, lis, sowy, pójdźka zwyczajna, myszołów, pustułka, kowalik, dzięcioł zielony, wrona i muchołówka. Wilki pojawiają się w gminie Radicofani, gdzie dominuje hodowla owiec.